# زبان ویوارو-آلپین
زبان ویوارو-آلپین شاخه‌ای از زبان های اوکسیتان است که در جنوب فرانسه و مناطق شمال ایتالیا در نواحی کوهستانی آلپ بدان تکلم می‌شود. گاهی آن را گویشی از زبان پرووانسال در نظر می‌گیرند و یکی از نام‌های محلی این زبان پرووانسال آلپی است. اطلس جهانی یونسکو برای این زبان از نام پرووانسال آلپی استفاده کرده‌است.